# Servicio de Parques de Lima
El Servicio de Parques de Lima (SERPAR) es un organismo público descentralizado de la Municipalidad Metropolitana de Lima que cumple la función de gestionar los parques y clubes metropolitanos de la ciudad. Fue creado el 21 de marzo de 1969 mediante el Decreto Ley N.º 17528.

## Historia
Fue creado como “Servicio de Parques” durante el Gobierno Revolucionario de la Fuerza Armada, como un Organismo Público Descentralizado del Sector Vivienda, reemplazando al Patronato de Parques Nacionales y Zonales (PARNAZ), entidad del extinto Ministerio de Fomento y Obras Públicas, encargado de la administración de los parques  zonales, zoológicos y botánicos.
En 1981, el Servicio de Parques, siguiendo el Decreto Legislativo Nº 143, transfiere a los municipios la administración de los parques zonales, haciendo que en 1984, la Municipalidad Metropolitana de Lima incorpore al Servicio de Parques de Lima a su estructura.

## Parques
SERPAR administra diez clubes metropolitanos (ClubMet) y nueve parques metropolitanos en Lima Metropolitana.

### Clubes Metropolitanos
- Club Metropolitano Cahuide (Ate)
- Club Metropolitano Cápac Yupanqui (Rímac)
- Club Metropolitano Huáscar (Villa El Salvador)[3]
- Club Metropolitano Huayna Cápac (San Juan de Miraflores)
- Club Metropolitano Huiracocha (San Juan de Lurigancho)
- Club Metropolitano Lloque Yupanqui (Los Olivos)
- Club Metropolitano Manco Cápac (Carabayllo)
- Club Metropolitano Parque Flor de Amancaes (Villa María del Triunfo)
- Club Metropolitano Santa Rosa (Santa Rosa)
- Club Metropolitano Sinchi Roca (Comas)
- Club Metropolitano San Pedro (Ancón)
- Club Metropolitano Pascuala Rosado Cornejo (Ate): se inauguró el 27 de enero de 2025.[4]

### Parques metropolitanos
- Parque Alameda Las Malvinas (Lima)
- Parque Alameda Salvador Allende (San Juan de Miraflores)
- Parque Coronel Miguel Baquero (Lima)
- Parque de la Exposición* (Lima)
- Parque del Migrante “José María Arguedas” (La Victoria)
- Parque La Muralla (Lima)
- Parque Los Anillos (Ate)
- Parque Los Soldados del Perú (Lima)
- Parque Universitario (Lima)

(*) También administrado por la Empresa Municipal Inmobiliaria de Lima

## Galería

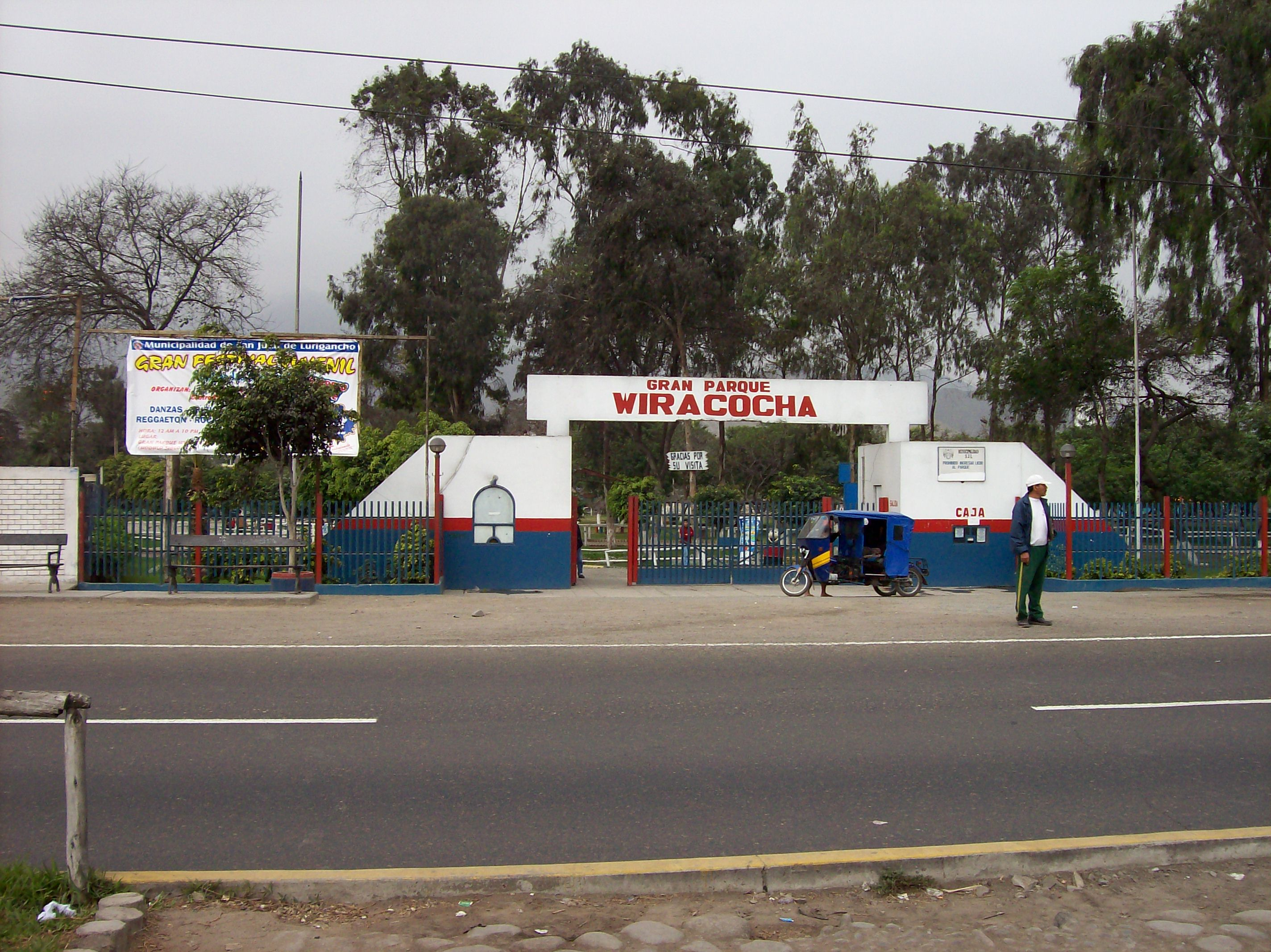
Parque Zonal Huiracocha.
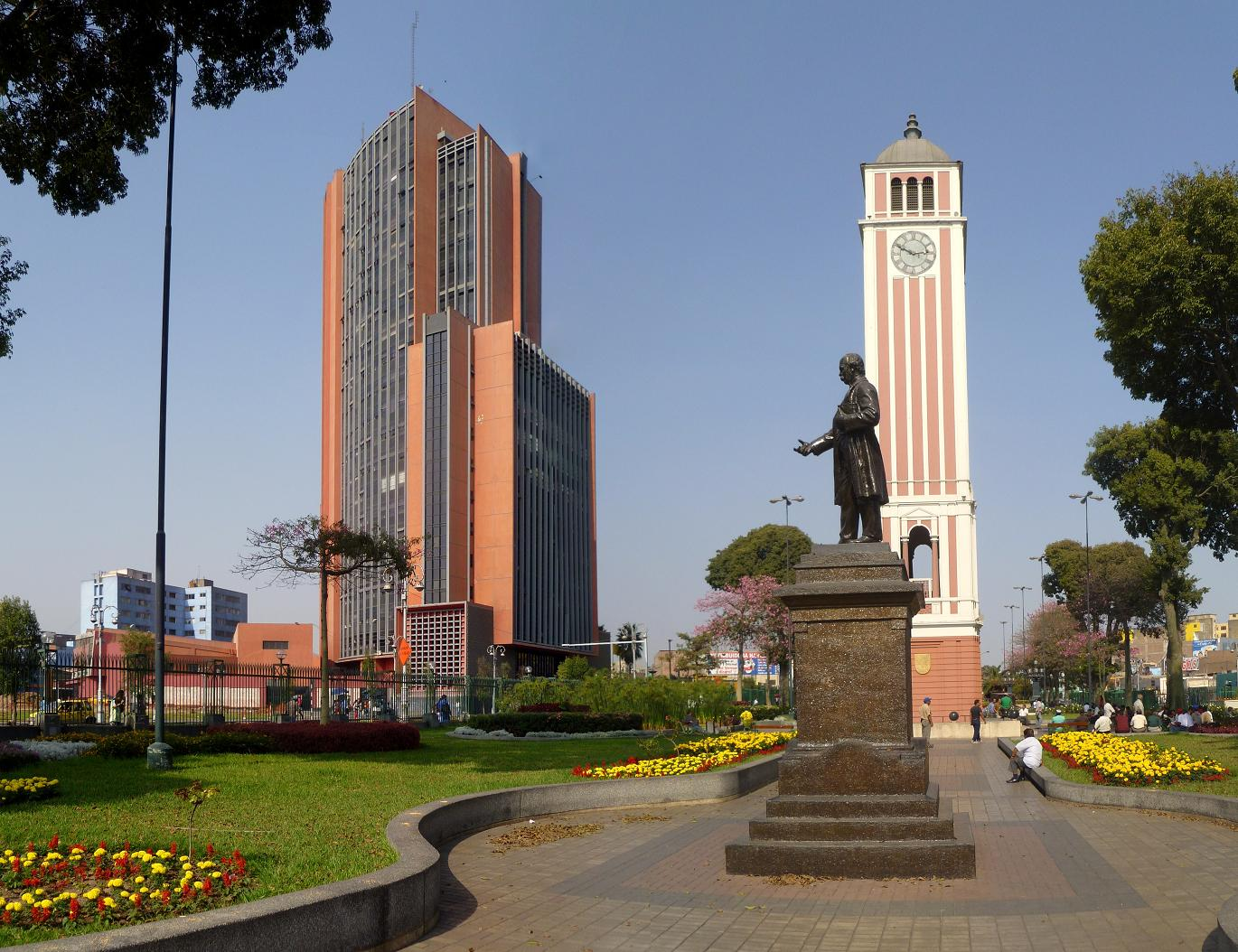
Parque Universitario.
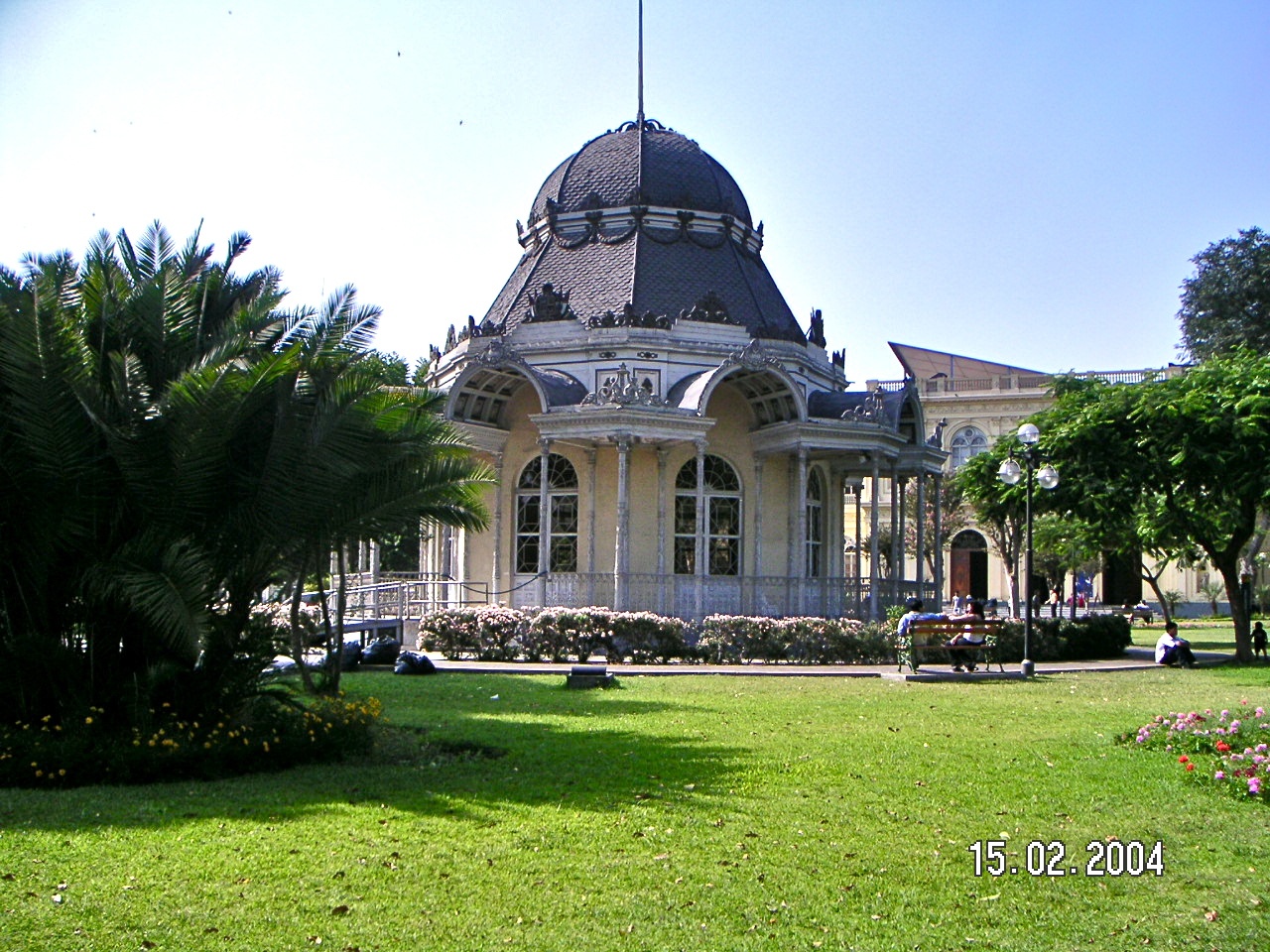
Parque de la Exposición.